# Bayard (Virgínia de l'Oest)
Bayard és una població dels Estats Units a l'estat de Virgínia de l'Oest. Segons el cens del 2000 tenia 299 habitants.

## Demografia
Segons el cens del 2000, Bayard tenia 299 habitants, 141 habitatges, i 93 famílies. La densitat de població era de 372,4 habitants per km².
Dels 141 habitatges en un 21,3% hi vivien nens de menys de 18 anys, en un 50,4% hi vivien parelles casades, en un 9,9% dones solteres, i en un 34% no eren unitats familiars. En el 29,8% dels habitatges hi vivien persones soles el 18,4% de les quals corresponia a persones de 65 anys o més que vivien soles. El nombre mitjà de persones vivint en cada habitatge era de 2,12 i el nombre mitjà de persones que vivien en cada família era de 2,6.
Per edats la població es repartia de la següent manera: un 16,4% tenia menys de 18 anys, un 9,4% entre 18 i 24, un 21,7% entre 25 i 44, un 32,1% de 45 a 60 i un 20,4% 65 anys o més.
L'edat mediana era de 46 anys. Per cada 100 dones de 18 o més anys hi havia 101,6 homes.
La renda mediana per habitatge era de 25.156 $ i la renda mediana per família de 31.750 $. Els homes tenien una renda mediana de 30.313 $ mentre que les dones 14.583 $. La renda per capita de la població era de 13.882 $. Entorn del 7,2% de les famílies i el 14,3% de la població estaven per davall del llindar de pobresa.

## Poblacions més properes
El següent diagrama mostra les poblacions més properes.